# Nagygyőröd
Nagygyőröd (szlovákul Veľký Ďur) község Szlovákiában, a Nyitrai kerület Lévai járásában. Alsógyőröd, Felsőgyőröd és Kisgyékényes egyesítésével jött létre.

## Fekvése
Lévától 13 km-re, nyugatra fekszik.

## Nevének eredete
Alsógyőröd első fennmaradt írásos említése 1274-ből származik.[forrás?] Felsőgyőrödöt 1278-ban „Geurud Superior” néven említik először.[forrás?] Kisgyékényest 1290-ben az esztergomi keresztes konvent oklevelében „Gekenus” alakban említik.[forrás?] Kisgyékényesről korábban nem voltak ismertek a középkori említések, így Csapodi Csaba még újkori telepítésnek vélte.
A középkorban Kis- és Közép(ső) Győröd települések is megjelentek. 1608-ban Ali budai pasa a már nem hódolt falvakat kifogásolta, s köztük sorolta fel Kis- és Nagy Győrödöt. A 19. században a Kis- és Nagy-Győred formák voltak használatban.
1906-ban a magyar közigazgatásban az 1898/IV. törvénycikk nyomán a Belügyminisztérium rendelete az Alsógyőröd, Felsőgyőröd és Kisgyékényes magyar formákat tette hivatalossá. Az első bécsi döntést követően újból és mindvégig ezt a hivatalos magyar formát használták.
Mivel a jelenlegi település egyébként is több 1945 után (1960-ban) egyesített egykor önálló településből áll, értelemszerűen nincs hivatalos magyar névalakja. Mivel a helyi magyarság száma viszonylag alacsony volt (szórvány), az 534/2011 sz. szlovák kormányrendelet melléklete, sem előzményei nem vonatkoztak és vonatkoznak rá.

## Története
Győröd falut 1205-ben „Geurund” néven említik először.

### Alsógyőröd
Alsógyőröd önálló településként 1274-ben bukkan fel. 1506-tól a lévai váruradalom része. 1536-ban 7 porta után adózott. 1573-ban a török pusztításoknak esett áldozatul. 1601-ben 24 ház állt a faluban. 1720-ban kocsmája, pincészete és 16 adózó háztartása volt. 1828-ban 48 házában 333 lakos élt. Lakói mezőgazdasággal foglalkoztak.
1886. január 17-én volt először magyar nyelvű istentisztelet és szónoklat.
1886. május 30-án negyed óra alatt leégett a falu nagy része. A szárazság, a szélvihar miatt és vasárnapi mise lévén a falu lakossága templomban volt oltásra nem volt mód. A tűz néhai Hadvin Lajos volt bíró kocsiszínében ütött ki. 40 ház, 19 külön álló gazdasági épület és 11 pajta égett le. Ember nem lett a lángok áldozata, de számos háziállat pusztult el.
1924-ben politikai nyomásra el akarták távolítani Jónás Imre plébánost.
1927-ben a szlovák nyelvű vasárnapi istentisztelet nagy felháborodást váltott ki.
1928-ban szlovák kántortanítót választottak, amiért az iskolaszék panasszal élt. Ugyanezen év végén Jónás Imre plébános 2 hét felfüggesztett fegyházbüntetést kapott. A plébános az OKP lévai pártkörzetének elnöke is volt egyben. 1929-ben szlovák iskolát hoztak létre.

### Felsőgyőröd
Felsőgyőrödöt 1278-ban „Geurud Superior” néven  említik először. A 17.–18. században a Keglevich, Hunyadi és Majtényi családok birtoka. 1534-ben 6 porta után adózott. 1601-ben 29 ház állt a településen. 1715-ben 14 adózó háztartása volt. 1828-ban 44 házában 301 lakos élt. Lakói mezőgazdaságból éltek.

### Kisgyékényes
Kisgyékényes első említése 1290-ben, az esztergomi keresztes konvent oklevelében történik „Gekenus” alakban. 1291-ben (?) Ivánka fia András Rosnicza (Rohosnicza) birtokrészét a kunoktól megvett 1/3 résszel együtt az esztergomi káptalannak adja. 1322-ben „Gekynes”, 1340-ben „Gekemus” néven szerepel az írott forrásokban. Később a Kálnay család, majd 1496-tól barsfüssi nemesek birtoka. 1522-től a máriavölgyi pálosoké. 1663-ban felégette a török. 1720-ban 7 porta után adózott.
A trianoni békeszerződésig mindhárom település Bars vármegye Verebélyi járásához tartozott. 1938 és 1944 között visszakerültek Magyarországhoz. A három községet 1960-ban egyesítették.

## Népessége[17]
| Év:            | 1994. | 2004.   | 2014.   | 2024.   |
| -------------- | ----- | ------- | ------- | ------- |
| Emberek száma: | 1323  | 1315    | 1281    | 1308    |
| Eltérés:       |       | -0,60 % | -2,58 % | +2,10 % |

| Év:            | 2023. | 2024.   |
| -------------- | ----- | ------- |
| Emberek száma: | 1332  | 1308    |
| Eltérés:       |       | -1,80 % |

1880-ban Alsógyőröd 411 lakosából 86 magyar és 305 szlovák anyanyelvű volt.
1880-ban Felsőgyőröd 326 lakosából 41 magyar és 264 szlovák anyanyelvű volt.
1880-ban Kisgyékényes 270 lakosából 16 magyar és 225 szlovák anyanyelvű volt.
1890-ben Alsógyőröd 324 lakosából 79 magyar és 232 szlovák anyanyelvű volt.[forrás?]
1890-ben Felsőgyőröd 377 lakosából 140 magyar és 237 szlovák anyanyelvű volt.[forrás?]
1890-ben Kisgyékényes 281 lakosából 20 magyar és 249 szlovák anyanyelvű volt.
1900-ban Alsógyőröd 391 lakosából 109 magyar és 263 szlovák anyanyelvű volt.
1900-ban Felsőgyőröd 397 lakosából 62 magyar és 303 szlovák anyanyelvű volt.
1900-ban Kisgyékényes 308 lakosából 27 magyar és 267 szlovák anyanyelvű volt.
1910-ben Alsógyőröd 366 lakosából 122 magyar és 241 szlovák anyanyelvű volt.
1910-ben Felsőgyőröd 394 lakosából 66 magyar és 319 szlovák anyanyelvű volt.
1910-ben Kisgyékényes 300 lakosából 43 magyar és 255 szlovák anyanyelvű volt.
1921-ben Alsógyőröd 426 lakosából 81 magyar és 341 csehszlovák volt.
1921-ben Felsőgyőröd 417 lakosából 11 magyar és 394 csehszlovák volt.
1921-ben Kisgyékényes 339 lakosából 28 magyar és 295 csehszlovák volt.
1930-ban Alsógyőröd 423 lakosából 75 magyar és 348 csehszlovák volt.
1930-ban Felsőgyőröd 474 lakosából 21 magyar és 441 csehszlovák volt.
1930-ban Kisgyékényes 394 lakosából 40 magyar és 352 csehszlovák volt.
1941-ben Alsógyőröd 475 lakosából 459 magyar és 16 szlovák volt.
1941-ben Felsőgyőröd 514 lakosából 403 magyar és 111 szlovák volt.
1941-ben Kisgyékényes 441 lakosából 396 magyar és 44 szlovák volt.
1991-ben Nagygyőröd 1394 lakosából 49 magyar és 1326 szlovák volt.
Nagygyőrödöt 2001-ben 1305-en lakták: 1252 szlovák, 33 magyar, 8 cseh, 12 egyéb nemzetiségű.
2011-ben Nagygyőröd 1247 lakosából 1197 szlovák és 26 magyar volt.
2021-ben 1319 lakosából 1210 (+8) szlovák, 24 (+2) magyar, 4 (+2) cigány, 11 (+2) egyéb és 70 ismeretlen nemzetiségű volt.

## Neves személyek
- Alsógyőrödön szolgált Jónás Imre plébános.

## Nevezetességei

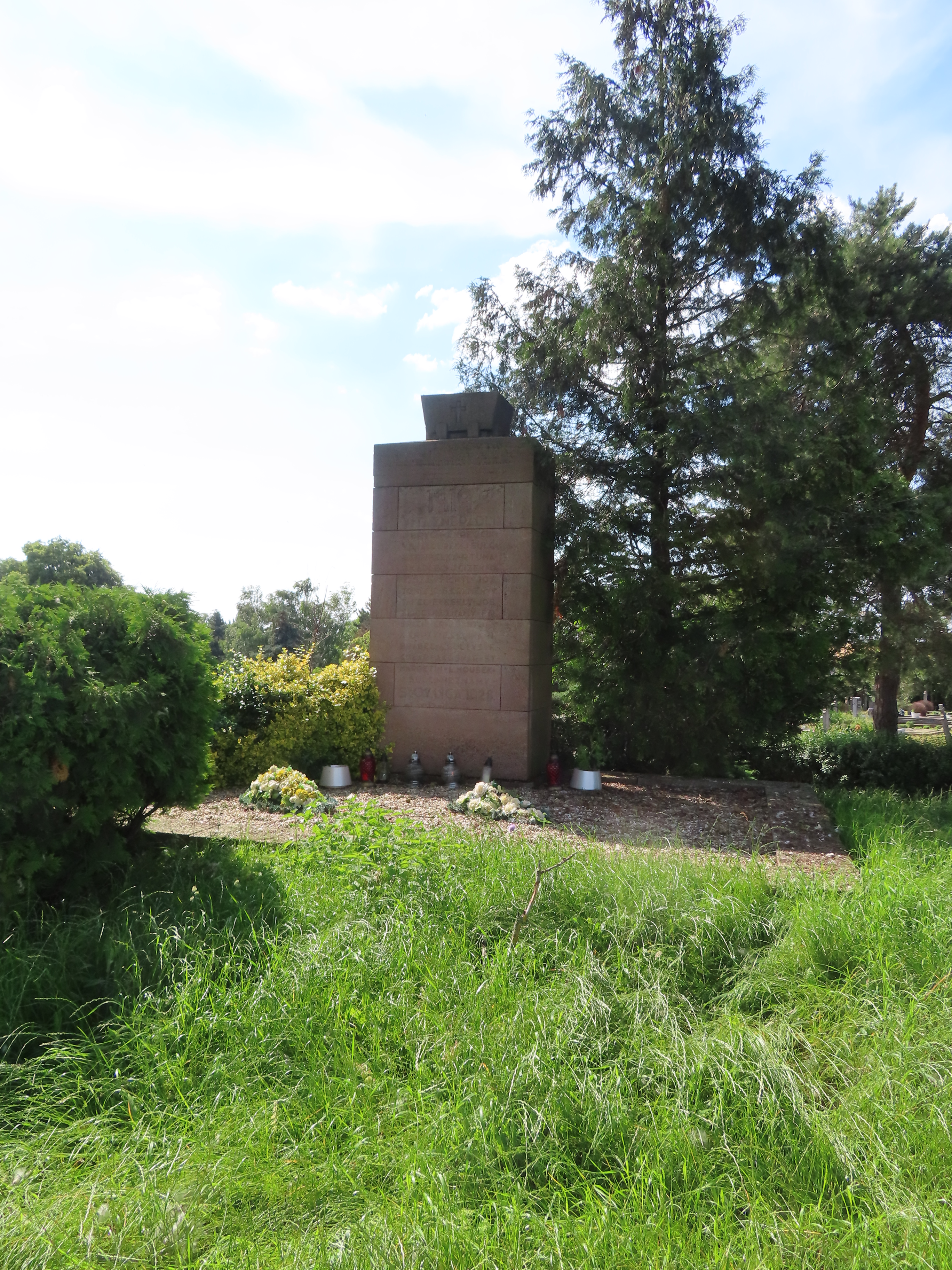
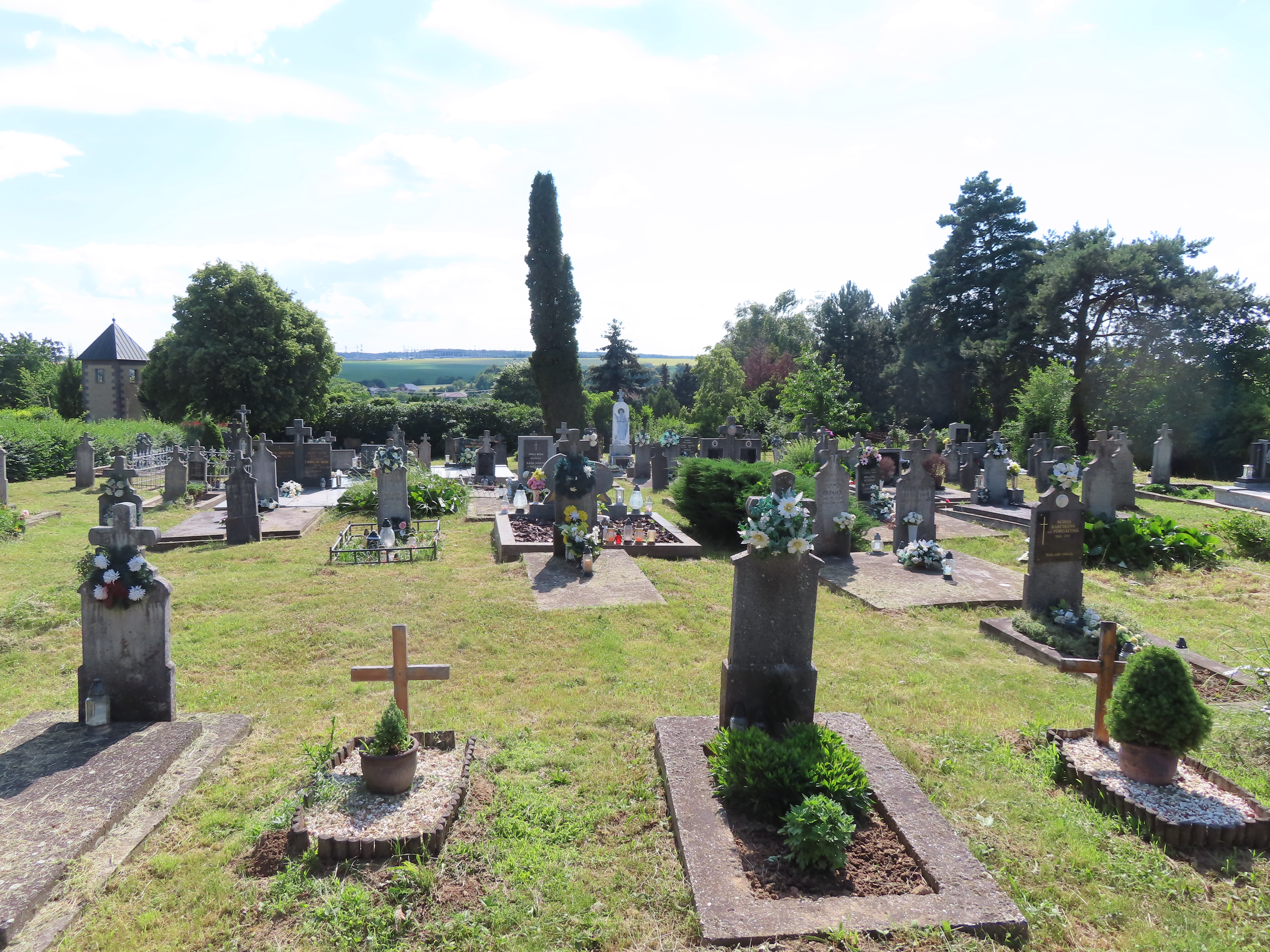
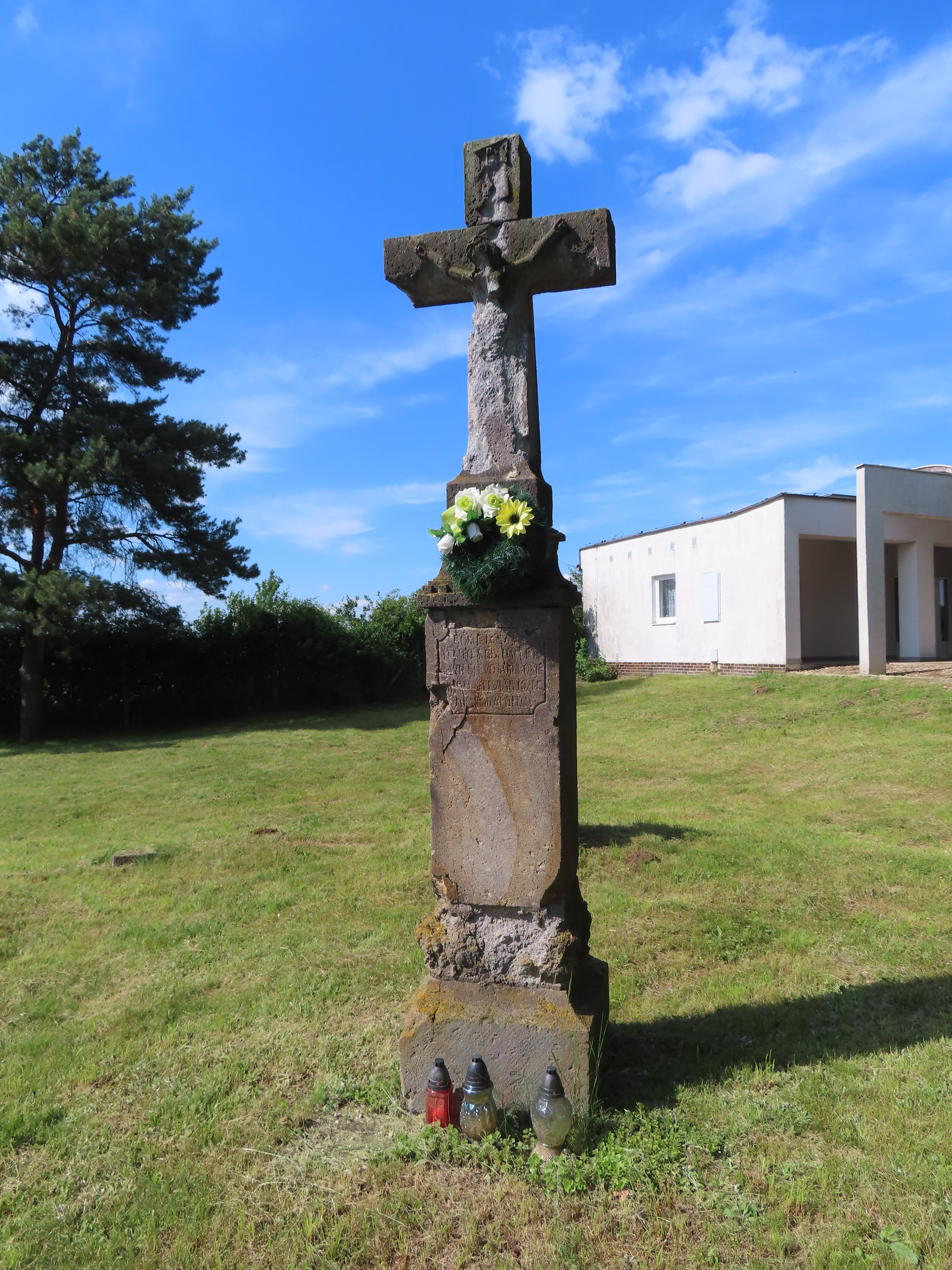
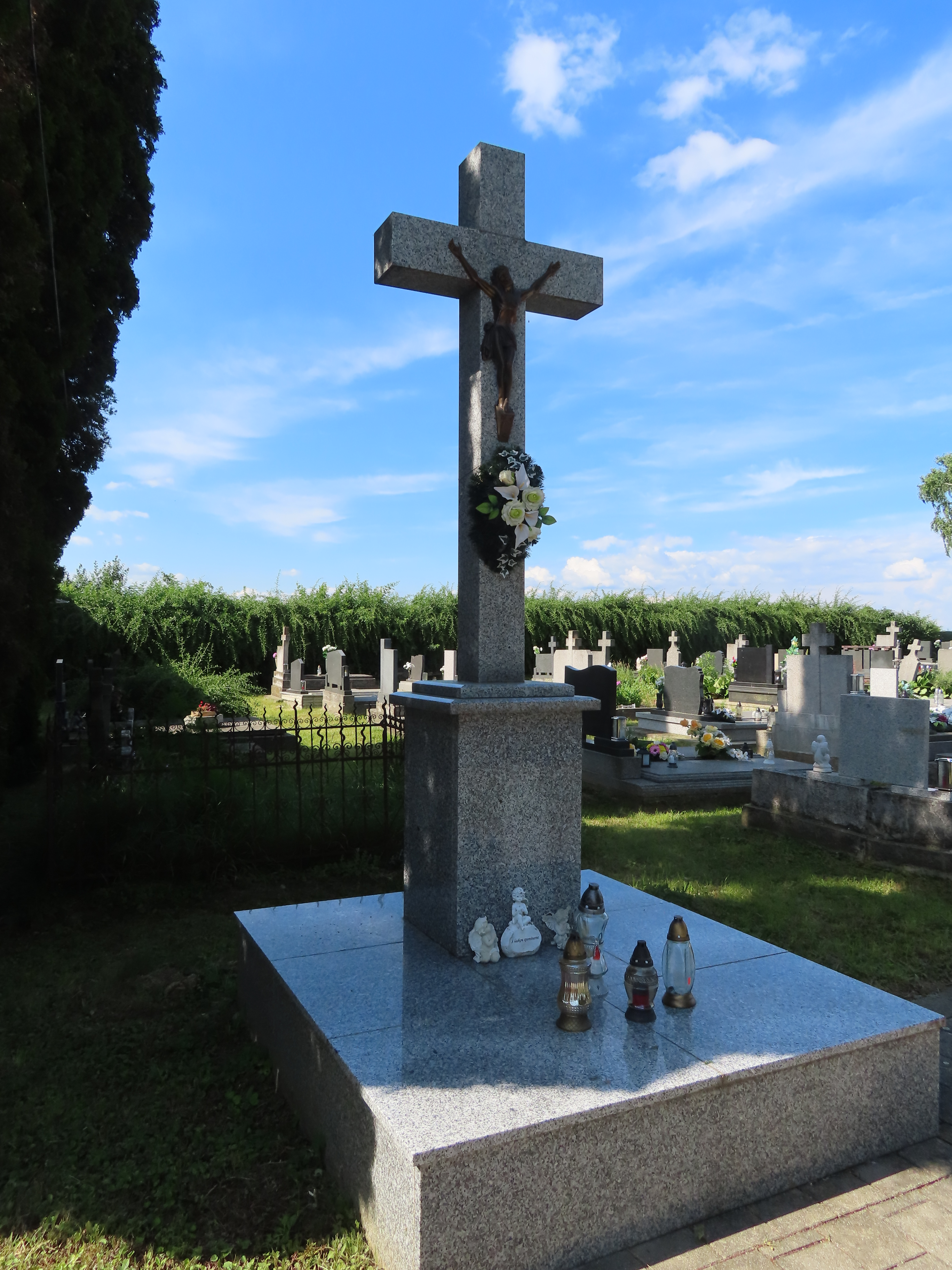

- Szent Márton tiszteletére szentelt barokk stílusú, római katolikus temploma 1723-ban, a középkori templom helyén épült.
- Szentháromság oszlopa a 19. század elején készült.
- Szent Flórián szobrát 1888-ban emelték.

## Lásd még
- Alsógyőröd
- Felsőgyőröd
- Kisgyékényes

## Külső hivatkozások
- Községinfó
- Nagygyőröd Szlovákia térképén
- A község a barsi régió honlapján Archiválva 2007. szeptember 28-i dátummal a Wayback Machine-ben
- E-obce.sk Archiválva 2008. szeptember 20-i dátummal a Wayback Machine-ben
- Nagygyőröd a Via Sancti Martini honlapján